# Río Héroes
Río Héroes (titulada originalmente en portugués: Rio Heroes) es una serie de televisión brasileña original de Fox Premium realizada y producida en Brasil.
La 1° temporada estrenó en Brasil el 24 de febrero de 2018 con el título Rio Heroes: No Rules, en el resto de Latinoamérica, el 27 de febrero de 2018, en Fox Premium Series con el título Río Héroes: Sin Reglas. 
La 2° temporada estrenó en Brasil el 10 de mayo de 2019 con el título Rio Heroes: A Segunda Vez Dói Mais, en el resto de Latinoamérica, estrenará el 1 de junio de 2019.

## Argumento

### Primera temporada: Sin reglas
Basada en hechos reales, Rio Heroes sigue a «la historia de un campeonato clandestino de vale-todo creado por Jorge Pereira, exluchador y un romántico de la lucha callejera, que quiere rescatar la época en la que se peleaba de verdad, sin reglas ni guantes. Violenta, la competencia genera muchas apuestas en dinero, con luchadores de todo el país, dentro y fuera del ring, con la esperanza de conquistar una vida mejor.
Uno contra el otro. Sin guantes. Sin reglas. Sin árbitros. Dentro de una jaula, en un hangar en el medio de Osasco, una ciudad en el estado São Paulo, hombres se revientan por un poco de dinero y la esperanza de gloria. La lucha es transmitida en vivo para Las Vegas, donde la señal es distribuida por Internet. Las apuestas son hechas por páginas web estadounidenses. Como las luchas no ocurren en los Estados Unidos, solamente las apuestas, el evento no es ilegal allá. Y ya que las apuestas son hechas en los Estados Unidos, y no en Brasil, el evento tampoco es ilegal en Brasil.»

### Segunda temporada: La segunda vez duele más
En la segunda temporada muestra a Jorge Pereira con pocas razones para celebrar, a pesar del gran éxito del campeonato de la primera edición de Río Héroes. Después de golpear brutalmente a Eric, el hijo de Galdino su maestro, Jorge enfrenta una fuerte pelea contra su propia conciencia. Fiel creyente del honor, ahora lucha con el dilema de decirle la verdad o mentirle a su mentor. Otros dramas personales se desarrollan a lo largo de temporada, el deseo de Max de vengar la muerte de Claudinha Pitbull y el conflicto entre Basílio y su exesposa por la custodia de su hijo. Mientras tanto, Jorge y Scott organizan una segunda edición del torneo más violento de artes marciales mixtas en Brasil, ahora con más recursos y luchadores.

## Elenco
| Murilo Rosa       | Jorge Pereira        | Principal  | Principal  |
| André Ramiro      | Basilio Mesquita     | Principal  | Principal  |
| Duda Nagle        | Rogerinho            | Principal  | Principal  |
| Priscila Fantin   | Claudinha Pitbull    | Principal  |            |
| Miguel Nader      | Goya                 | Principal  |            |
| Recurrentes       |                      |            |            |
| Charles Paraventi | Scott                | Recurrente | Recurrente |
| Bruno Bellarmino  | Jair Cabeçada        | Recurrente | Recurrente |
| Giovanni Gallo    | Max Werneck          | Recurrente | Recurrente |
| Luiz Guilherme    | Maestro Galdino Maia | Recurrente | Recurrente |
| Rafael Losso      | Eric Maia            | Recurrente | Recurrente |
| Ronny Kriwat      | Pipo                 | Recurrente | Recurrente |
| Ingrid Gaigher    | Tatiana              | Recurrente | Recurrente |

## Episodios
| Temporada | Temporada | Episodios | Episodios | Emisión original      | Emisión original    | Primera emisión       | Última emisión      |
| Temporada | Temporada | Episodios | Episodios | Primera emisión       | Última emisión      | Primera emisión       | Última emisión      |
| --------- | --------- | --------- | --------- | --------------------- | ------------------- | --------------------- | ------------------- |
|           | 1         | 5         | 5         | 24 de febrero de 2018 | 24 de marzo de 2018 | 27 de febrero de 2018 | 27 de marzo de 2018 |
|           | 2         | 5         | 5         | 10 de mayo de 2019    | 7 de junio de 2019  | 1 de junio de 2019    | 29 de junio de 2019 |

## Producción

### Rodaje
El rodaje de la primera temporada de la serie fue filmada entre junio y julio de 2017, en São Paulo.

## Lanzamiento
La serie estrenó su primer tráiler en diciembre de 2017 en Brasil. En Latinoamérica, estrenó su tráiler oficial el 21 de febrero de 2018 en el canal de YouTube de Fox Premium. Estrenándose el 24 de febrero de 2018, en Brasil y en Latinoamérica el 27 de febrero de 2018, en Fox Premium Series.